# Ectropothecium lonchocormus
Ectropothecium lonchocormus là một loài Rêu trong họ Hypnaceae. Loài này được Broth. ex M. Fleisch. mô tả khoa học đầu tiên năm 1923.